# Chiukepo Msowoya
Chiukepo Msowoya (Karonga, 23 de setembro de 1988) é um futebolista malauiano que atua como atacante.

## Carreira
Chiukepo Msowoya representou o elenco da Seleção Malauiana de Futebol no Campeonato Africano das Nações de 2010.